# Barguja
Barguja és un nucli de població de l'antic municipi de Toloriu, al terme municipal del Pont de Bar, a l'Alt Urgell a una petita vall del Serrat del Cogulló. Ha pertangut a la parròquia de El Querforadat i a l'antic municipi de Bar.
Està situat a la riba dreta del torrent de Barguja, un afluent del Segre per l'esquerra, i a 1360 metres sobre el nivell del mar.